# Parròquia de Vecpils
La Parròquia de Vecpils (en letó: Vecpils pagasts) és una unitat administrativa del municipi de Durbe, al sud de Letònia. Abans de la reforma territorial administrativa de l'any 2009 pertanyia al raion de Liepaja.

## Pobles, viles i assentaments
- Vecpils (centre parroquial)
- Mazlāņi
- Mazstroķi
- Dižstroķi
- Lekši
- Dižilmāja
- Mazilmāja

## Hidrografia

### Rius
- Dubļupe
- Lāņupe

### Llacs
- Tīpors